# Дриголь, Александр Владимирович
Александр Владимирович Дриголь (укр. Олександр Володимирович Дриголь; род. 25 апреля 1966, Москва) — советский, украинский и израильский легкоатлет, специалист по метанию молота. Представлял Украину на летних Олимпийских играх 2012 года в Лондоне и Израиль на чемпионате Европы 2016 года в Амстердаме. Мастер спорта Украины международного класса. Победитель и призёр ветеранских соревнований по лёгкой атлетике, рекордсмен мира в метании молота в категориях M45 и M50.

## Биография
Александр Дриголь родился 25 апреля 1966 года в Москве.
Выступал на всесоюзном уровне ещё во второй половине 1980-х годов, но значительных успехов не добился. В 1990 году на соревнованиях в Брянске показал результат 77,96 метра — занял 22-е место в миром рейтинге метателей молота этого сезона.
После распада Советского Союза постоянно проживал на Украине, в 1990-х и 2000-х годах практически не выступал.
В 2008 году Дриголь возобновил спортивную карьеру, стал интенсивно тренироваться и выступать на соревнованиях.
В 2011 году метнул молот на 75,27 метра, рассматривался в качестве кандидата в основной состав украинской национальной сборной для участия в чемпионате мира в Тэгу, но в конечном счёте уступил своё место молодому Андрею Мартынюку, чемпиону Европы среди юниоров, который родился через 15 дней после того как Дриголь установил свой личный рекорд.
В апреле 2012 года на турнире в чешском Яблонеце-над-Нисоу Александр Дриголь уже в возрасте 46 лет показал на тот момент второй лучший результат мирового сезона — 79,42 метра (данный результат до настоящего времени также остаётся мировым рекордом среди спортсменов 45-50 лет). На чемпионате Украины в Ялте превзошёл всех соперников и завоевал золотую медаль. Выполнив олимпийский квалификационный норматив (78,00), удостоился права защищать честь страны на летних Олимпийских играх в Лондоне — стал самым возрастным легкоатлетом Игр. В итоге в программе метания молота показал результат 69,57 метра, чего оказалось недостаточно для преодоления предварительного квалификационного этапа.
В 2013 году Дриголь провалил допинг-тест — в его пробе обнаружили следы анаболического стероида дегидрохлорометилтестостерона. Спортсмена дисквалифицировали сроком на два года, а все его результаты с июля 2013 года аннулировали. Позднее также была перепроверена допинг-проба, взятая у него на Олимпиаде в Лондоне — в ней так же обнаружили анаболический стероид (туринабол). Результат его выступления на Играх был аннулирован.
В 2016 году Дриголь принял израильское гражданство, вновь выступил на соревнованиях в Яблонеце-над-Нисоу, где снова показал результат выше олимпийского квалификационного норматива — 77,70. Представлял Израиль на чемпионате Европы в Амстердаме — здесь установил национальный рекорд страны 68,10 метра, но в финал не вышел. Несмотря на выполнение квалификационного норматива (77,00), участия в Олимпийских играх в Рио-де-Жанейро не принимал.
Впоследствии ещё в течение некоторого времени выступал на различных ветеранских соревнованиях, победитель европейских и всемирных игр ветранов. В июле 2018 года на соревнованиях в Днепре установил действующий мировой рекорд среди спортсменов 50-55 лет — 73,70 метра.